# Fannie Charles Dillon
Fannie Charles Dillon (16 mars 1881 — 21 février 1974) est une pianiste, compositrice et professeur de musique américaine.

## Biographie
Fannie Charles Dillon est née à Denver dans le Colorado. Elle déménage avec sa famille à Long Beach, California en 1890. Elle étudie la composition avec Heinrich Urban, Hugo Kaun (en) et Rubin Goldmark et le piano avec Leopold Godowsky à Berlin.
Après avoir terminé ses études, Dillon travaille comme pianiste, professeur et compositrice à Los Angeles. Elle enseigne au Pomona College de 1910 à 1913 et dans les lycées de Los Angeles de 1918 à 1941. Elle créé le Woodland Theater à Fawnskin (en), Lac Big Bear, Californie, en 1924 et le dirige de 1926 à 1929.
Elle se marie avec l'acteur chypriote James Christo. Dillon meurt à Altadena, Californie. Ses écrits sont détenus par la bibliothèque de l'UCLA.

## Postérité
Elle est connue en tant que compositrice pour ses adaptions de chants d'oiseaux dans ses partitions. Alors qu'elle étudie à la Los Angeles High School (en) à la fin des années 1920, le futur compositeur John Cage fait partie de ses élèves.

## Œuvres
Dillon composa pour piano, voix, orchestre et ensemble de chambre.
- Nevertheless--Old Glory
- The desert calls
- Tahquitz, drama
- Celebration of Victory, pour orchestre
- The Cloud, pour orchestre
- A Letter from the Southland: Mission Garden
- The Alps
- Chinese Symphonic Suite[4]